# Starlight Banjul
L'Starlight Banjul és un club gambià de futbol de la ciutat de Banjul.
Va ser fundat el 1967 amb el nom Starlight Gunners Football Club.

## Palmarès
- Lliga gambiana de futbol: [4]
  - 1980